# Grève de l'amiante
 (février 2024).
La grève de l'amiante, aussi connue sous le nom de grève d'Asbestos de 1949, était un conflit de travail des mineurs d'amiante du Québec. Cet événement est considéré comme un point tournant de l'histoire du Québec et l'un des premiers essais vers la révolution tranquille.

## Début
Le lundi 14 février, à midi une minute, les mineurs d'Asbestos et de Thetford Mines au Québec débutent un arrêt de travail, dans quatre mines de la région des Cantons de l'est. Bien que les propriétaires de ces mines fussent américains ou du Canada anglais, la plupart des employés étaient francophones. Le propriétaire le plus important à ce moment était la multinationale Johns-Manville.

## Les demandes

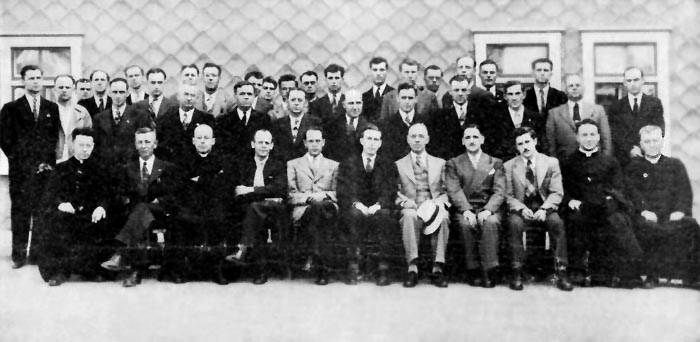
La Fédération des Syndicats catholiques des ouvriers de l'amiante a tenu son congrès annuel à Asbestos le 4 août 1946

Les syndicats avaient plusieurs demandes. Entre autres celle d'éliminer la poussière d'amiante à l'intérieur et à l'extérieur des usines; une augmentation salariale de 15 cents de l'heure; une augmentation de 5 cents de l'heure pour les heures de nuit; la création d'un fonds de sécurité sociale administré par le syndicat; la mise en place de la formule Rand ainsi que le tarif horaire double pour le travail effectué le dimanche ou les jours fériés. Ces demandes étaient considérées, alors, radicales. En réalité, les salaires visés étaient moins élevés que ceux de travailleurs comparables du même secteur ailleurs au Canada. Elles ont été refusées par l'employeur. Le 13 février 1949, les ouvriers ont voté pour la grève. Les employés étaient alors représentés par la Fédération nationale des employés de l'industrie minière ainsi que par la Confédération des travailleurs catholiques du Canada. Jean Marchand était le secrétaire général de cette dernière et s'est donc vu affubler de facto du titre de leader de la grève. Il deviendra plus tard politicien.

## Légalité
Les grèves à cette époque au Québec étaient rares et presque toujours déclarées illégales. Ce fut le cas de celle-ci. Le premier ministre de l'époque Maurice Duplessis prit parti pour les employeurs, principalement à cause de son hostilité envers toute forme de socialisme. Son ministre du Travail, Antonio Barrette, a fortement hésité avant d'appuyer l'orientation de son chef, ayant sérieusement songé à démissionner en raison de ses propres idéaux sociaux, ce qu'il ne fera pas. Le gouvernement provincial a affecté plusieurs centaines de policiers à la protection des mines. Le gouvernement de l'Union nationale était jusqu'alors très près de l'Église catholique romaine, mais à ce moment une partie du clergé favorisait les travailleurs. Les grévistes avaient aussi la sympathie de la population et des médias du Québec. Un journaliste très en vue du Devoir, Gérard Pelletier, était aussi très favorable aux grévistes. Pierre Elliott Trudeau (qui sera l'un des fondateurs de Cité libre l'année suivante) avait aussi écrit de façon favorable sur le sujet.

## Violences

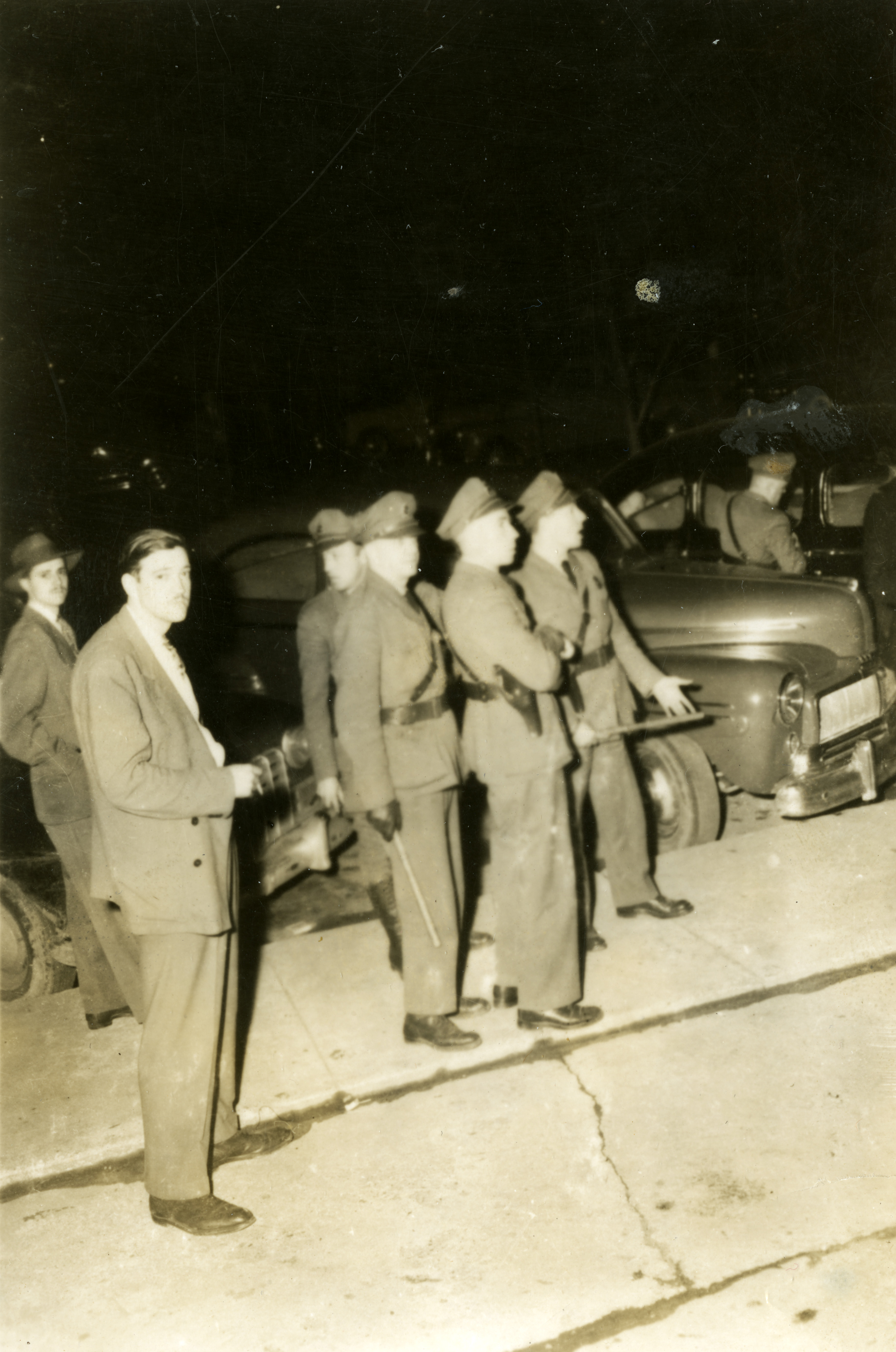
Les policiers interviennent à l'occasion de la grève de l'amiante en 1949

À la sixième semaine de grève, la Johns-Mansville engage des briseurs de grève.  La communauté d'Asbestos était alors très divisée. Certains des travailleurs ont traversé les piquets de grève. La grève prend un caractère violent lorsque 5 000 grévistes attaquent et détruisent les résidences de certains briseurs de grève. Du renfort policier fut envoyé pour protéger les briseurs de grève (scabs). Il y a bagarre entre les policiers et les grévistes, des centaines de ceux-ci sont mis en état d'arrestation. Parmi les nombreux incidents on note:
- le 14 mars, une explosion à la dynamite détruit une partie de chemin de fer conduisant à la mine de la Johns-Mansville,
- le 16 mars, on renverse une Jeep de la compagnie, faisant un blessé,
- le 18 mars, un officier de la compagnie est enlevé à sa résidence et est sévèrement battu.

## Appuis
Les grévistes avaient le soutien de syndicats canadiens et aussi d'une partie de l'Église catholique au Québec. La position prise par l'Église catholique, qui jusqu'à ce moment soutenait largement le gouvernement de l'Union nationale de Maurice Duplessis, a eu un impact profond sur la grève.  Certains prêtres soutenaient les compagnies, mais la plupart étaient derrière leurs paroissiens. Le 5 mars, l'archevêque Joseph Charbonneau fait un discours ou sermon profondément en faveur des grévistes et invite le peuple à faire des donations monétaires pour venir en aide aux grévistes. L'archevêque devra d'ailleurs démissionner en 1950 principalement à cause de son implication lors de cette grève. Cet événement a marqué la société québécoise, qui évoluera lentement vers la révolution tranquille. Il s'agit en effet d'un premier jalon qui mènera à la scission entre le clergé et la politique.

## Fin de la grève
Le 5 mai, les grévistes essaient dans un ultime effort de fermer la mine en barricadant toutes les voies d'accès à celle-ci ainsi que les voies d'accès à la ville. Les tentatives de la police de traverser ces barricades se soldent par des échecs. Les grévistes doivent toutefois mettre fin à leur siège lorsque la police provinciale menace de faire feu sur les grévistes. Le lendemain, la loi anti-émeute leur est lue, et débutent des centaines d'arrestations, une opération lors de laquelle les grévistes ainsi que leurs chefs sont battus, et l'église locale est saccagée.
À la suite de toutes ces arrestations les syndicats décident de chercher un compromis et les négociations avec les compagnies reprennent. L'archevêque Maurice Roy de la ville de Québec en devient le médiateur. En juin, les employés retournent au travail avec très peu de gains. À la fin de la dispute, les employés reçoivent une petite augmentation salariale, toutefois plusieurs ne retourneront jamais à la mine. À long terme, les conditions de travail ainsi que les  conditions salariales des employés se sont considérablement améliorées.

## Importance de l'événement
Ce conflit de travail fut l'un des plus acerbes et des plus violents dans l'histoire du Québec. Il a provoqué un grand bouleversement de la société québécoise. Le président de la CTCC Gérard Picard en était le grand négociateur contre vents et marées et le secrétaire-général Jean Marchand en était le principal instigateur. Le journaliste Gérard Pelletier ainsi que le futur premier ministre du Canada Pierre Elliott Trudeau, qui était lui aussi journaliste à cette époque, y jouèrent un rôle très important. Marchand, Pelletier et Trudeau seront reconnus au début de leur carrière politique (1965) sous le nom des trois colombes. Ce trio, mais principalement Pierre-Elliott Trudeau, est en grande partie responsable de l'orientation qu'a pris le fédéralisme au Québec pour au moins une génération. Le fait que cette grève fut pour eux un tremplin vers une carrière politique ultérieure ajoute beaucoup à l'importance de cet événement. Plus tard Trudeau publiera en collaboration un livre en français "La grève de l'amiante" aux éditions du jour (1970). En préface, l'éditeur indique que la première édition remonte à 1956. Est-ce cet ouvrage qui fut traduit en anglais 'The Asbestos Strike' ? Il y présente la grève comme étant à l'origine du Québec moderne. Certains historiens minimisent ce jugement de Trudeau, croyant plutôt que les mineurs cherchaient davantage à améliorer leurs conditions qu'à révolutionner la société.
L'opinion publique soutenait largement ce mouvement de grève. En plus d'offrir ce soutien moral, la population vint en aide aux grévistes par le biais de dons monétaires et matériels. Il est fort probable que sans cette aide la grève aurait duré beaucoup moins longtemps.[réf. nécessaire]
Les historiens Esther Delisle et Pierre K. Malouf publient en 2004 un livre intitulé Le quatuor d'Asbestos.
En 2013, Vincent Vallières enregistre une chanson, Asbestos, sur son album Fabriquer L'Aube, en l'honneur des grévistes d'Asbestos.